# Elkan & Schildknecht
Elkan & Schildknecht, Emil Carelius, Kungl. Hovmusikhandel, var ett musikförlag och nothandel i Stockholm.
Företaget grundades 1859 av Nathan Elkan och Johan Albert Schildknecht. Till en början omfattade verksamheten både en nothandel, instrumentförsäljning och förlagsutgivning av svensk musik. Mellan 1909 och 1913 överläts notsortimentet till Abraham Lundquists förlag och Abraham Hirsch. År 1913 övertogs sortimentet av Emil Carelius och förlaget införlivades med Lundquist. Carelius startade ny förlagsverksamhet framför allt inriktad på sångutgåvor och körmusik, i synnerhet manskör. År 1952 såldes instrumentverksamheten till Waidele i Göteborg.